# Venus (Texas)
Pour les articles homonymes, voir Vénus.
La ville de Venus est située dans les comtés d’Ellis et Johnson, dans l’État du Texas, aux États-Unis. Sa population s’élevait à 2 960 habitants lors du recensement de 2010, estimée à 3 444 habitants en 2016.

## Source
- (en) Cet article est partiellement ou en totalité issu de l’article de Wikipédia en anglais intitulé « Venus, Texas » (voir la liste des auteurs).